# Éthènedione
L'éthènedione ou éthylènedione, aussi appelée dioxyde de dicarbone, est un composé organique hypothétique de formule C2O2 ou O=C=C=O. Elle serait un oxyde de carbone, spécifiquement un dimère du monoxyde de carbone, CO. Elle peut être considérée comme le cétène de l'acide glyoxylique, CHO-COOH.
Les premières études théoriques indiquaient que l'état triplet de C2O2 pourrait être stable, mais beaucoup moins que ceux de CO2 et de C3O2. Toutefois, de nombreuses tentatives de synthèse ont échoué en n'en détectant aucune trace. Des recherches récentes indiquent que la molécule doit avoir un temps de demi-vie extrêmement court avant de se décomposer en deux molécules de monoxyde de carbone en moins de 10-8 seconde.
D'autre part, l'anion divalent éthynediolate, C2O22− est relativement stable en l'absence d'eau.

## Glyoxylide de Koch
Dans les années 1940, un médecin de Détroit, William Frederick Koch a prétendu qu'il avait synthétisé ce composé qu'il appelait « glyoxylide » et qu'il était un antidote aux « toxines » qui causent une longue liste de maladies y compris le diabète et le cancer. Jamais aucun résultat n'a confirmé ces déclarations et le prétendu médicament a été classé comme frauduleux par la FDA.